# Svärtaån
Svärtaån este o arie protejată (arie specială de conservare — SAC, sit de importanță comunitară — SCI) din Suedia întinsă pe o suprafață de 5 ha, integral pe uscat.

## Localizare
Centrul sitului Svärtaån este situat la coordonatele 58°47′39″N 17°05′11″E / 58.7943°N 17.0863°E.

## Înființare
Situl Svärtaån a fost declarat sit de importanță comunitară în mai 2006 pentru a proteja 1 specie de animale. Situl a fost protejat și ca arie specială de conservare în ianuarie 2014.

## Biodiversitate
Situată în ecoregiunile boreală și marină baltică, aria protejată conține 1 habitat natural: Râuri naturale fino-scandinave.
La baza desemnării sitului se află o specie protejată de  nevertebrate: Unio crassus.